# Ecuación diferencial algebraica
Una ecuación diferencial algebraica consiste en una ecuación diferencial ordinaria (EDO) además de una ecuación algebraica; ambas ecuaciones deben ser satisfechas simultáneamente.